# أكانتوستيجة
الأكانتوستيجة (الاسم العلمي: Acanthostega)، وهو جنس منقرض من رباعي الأرجل الجذعية، وهو من بين أولى الحيوانات الفقارية التي لديها أطراف معروفة. ظهرت في أواخر العصر الديفوني (الفاميني) منذ حوالي 365 مليون سنة، وكان يجمع تشريحًا بين الأسماك اللحمية الزعانف والتي كانت قادرة تماما على الوصول إلى اليابسة.